# Nati nel 1358
| Questa pagina contiene informazioni ricavate automaticamente dalle voci biografiche con l'ausilio del template Bio e di un bot. L'aggiornamento è periodico e automatico e ricostruisce completamente la pagina. Se manca una persona in questa lista, sei pregato di non aggiungerla, ma accertati piuttosto che la sua voce biografica contenga il template Bio e che i dati anagrafici siano correttamente compilati. Se il template Bio manca, inseriscilo tu stesso o, in alternativa, metti l'avviso {{tmp\|Bio}} che ne segnala la mancanza. Se i dati riportati sono sbagliati, correggi direttamente la voce biografica; le modifiche saranno visibili in questa lista entro pochi giorni. Per chiarimenti vedi il progetto biografie. La lista contiene solo le 9 persone che sono citate nell'enciclopedia e per le quali è stato implementato correttamente il template Bio. Pagina aggiornata al 2 mag 2025. |

- 20 febbraio - Eleonora d'Aragona, regina († 1382)
- 19 marzo - Elisabetta di Boemia, nobile († 1373)
- 24 agosto - Giovanni I di Castiglia, re († 1390)
- 25 settembre - Ashikaga Yoshimitsu, militare giapponese († 1408)
- Anna di Forez, nobile francese († 1417)
- Elisabetta di Norimberga, regina († 1411)
- Filippo d'Artois, nobile francese († 1397)
- Mikołaj Trąba, arcivescovo cattolico polacco († 1422)
- Rodolfo Visconti, italiano († 1389)